# Georg Schambach

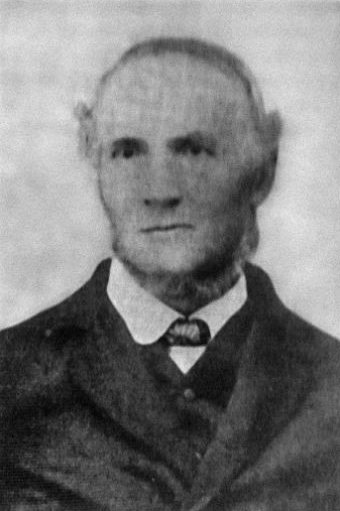
Georg Schambach

Georg Schambach (* 9. Januar 1811 in Göttingen; † 15. April 1879 in Einbeck) war ein deutscher Germanist, Volkskundler und Gymnasialdirektor.

## Wirken
Nach seiner Ausbildung und Studium war er Lehrer in Göttingen und später Gymnasialdirektor des Progymnasiums (heute Gymnasium Goetheschule) in Einbeck. Neben seiner schulischen Tätigkeit befasste er sich mit dem Sammeln volkstümlicher Überlieferungen. Seine Sammlung Niedersächsische Sagen und Märchen. Aus dem Munde des Volkes gesammelt in Zusammenarbeit mit Wilhelm Konrad Hermann Müller umfasst 261 Sagen und 34 Märchen.
1961 wurde in Berlin-Kladow eine Straße nach ihm benannt. Auch die umliegenden Straßen sind nach Volkskundlern und Märchensammlern benannt, wie Benfey, Kreutzwald, Mannhardt, Wisser oder Wossidlo.

## Schriften
- Die Plattdeutschen Sprichwörter der Fürstenthümer Göttingen und Grubenhagen. 1851
- (mit Wilhelm Müller) Niedersächsische Sagen und Märchen. Aus dem Munde des Volkes gesammelt und mit Anmerkungen und Abhandlungen herausgegeben. Vandenhoeck & Ruprecht, Göttingen 1855. (Abschriften auf zeno.org)
- Wörterbuch der niederdeutschen Mundarten der Fürstenthümer Göttingen und Grubenhagen oder Göttingisch-Grubenhagen’sches Idiotikon. Wiesbaden, 1858
- Deutschlands Verfall und Wiedererhebung: Eine Schulrede. Einbeck, 1872